# Zorius funereus
Zorius funereus (лат.) — вид жуков-карапузиков рода Zorius из подсемейства Saprininae (Histeridae).

## Распространение
Ближний Восток (Израиль).

## Описание
Мелкие жуки-карапузики, чёрные (усики, ноги и ротовые органы светлее, коричневые; булава усиков и жгутик рыжевато-коричневые), тело овальной формы, выпуклое, длина от 3,45 до 3,50 мм. Глаза плоские. Лобная бороздка развита. Наличник плотно пунктированный. От прочих Saprininae отличается отсутствием пронотальных ямок и наличием примерно 10 зубчиков на передних голенях. Предположительно специализированные псаммофилы. Впервые описан в 1890 году под первоначальным названием Saprinus funereus Schmidt, 1890.